# Loireauxence
Loireauxence es una comuna nueva francesa situada en el departamento de Loira Atlántico, de la región de Países del Loira.

## Historia
Fue creada el 1 de enero de 2016, en aplicación de una resolución del prefecto de Loira Atlántico de 18 de diciembre de 2015 con la unión de las comunas de Belligné, La Chapelle-Saint-Sauveur, La Rouxière y Varades, pasando a estar el ayuntamiento en la antigua comuna de Varades.

## Demografía
| Gráfica de evolución demográfica de Loireauxence entre 1800 y 2013 |
|                                                                    |

Los datos entre 1800 y 2013 son el resultado de sumar los parciales de las cuatro comunas que forman la nueva comuna de Loireauxence, cuyos datos se han cogido de 1800 a 1999, para las comunas de Belligné, La Chapelle-Saint-Sauveur, La Rouxière y Varades de la página francesa EHESS/Cassini. Los demás datos se han cogido de la página del INSEE.

## Composición
| Comuna delegada           | Código INSEE | Población (2013) | Superficie (km²) | Densidad (hab./km²) |
| ------------------------- | ------------ | ---------------- | ---------------- | ------------------- |
| Belligné                  | 44011        | 1814             | 32.80            | 55                  |
| La Chapelle-Saint-Sauveur | 44034        | 804              | 18.70            | 43                  |
| La Rouxière               | 44147        | 1087             | 20.96            | 52                  |
| Varades                   | 44213        | 3605             | 45.82            | 79                  |